# Discovery Channel (Norvegia)
Discovery Channel Norway  è una rete televisiva tematica norvegese di proprietà del gruppo Warner Bros. Discovery.
Prima del 1º settembre 2007 la Norvegia riceveva, assieme alla Finlandia una versione diversa di Discovery Channel, chiamata "Discovery Channel Nordic". Dal 1º settembre 2007, il canale è stato suddiviso in Discovery Channel Norway e Discovery Channel Finland. Nella stessa data, i canali lanciarono in onda sul digitale terrestre RiksTV per la Norvegia e PlusTV per la Finlandia.
Discovery Channel Norway ha regolarmente una quota complessiva di share di circa il 2% ed è maggiormente popolare nei giovani adulti.
Discovery Networks offre in Norvegia anche i canali Animal Planet, Animal Planet HD, Discovery HD, Discovery Science e Discovery Travel & Living.